# اولیویا برت
اولیویا برت (انگلیسی: Olivia Brett؛ زادهٔ ۱۸ ژوئن ۲۰۰۱) قایقران کایاک زن اهل نیوزیلند است.
وی در مسابقات کشوری و بین‌المللی در مجموع برندهٔ ۲ مدال طلا شده است.